# Valganna (bergdal)
Het Valganna is een Italiaans bergdal in de regio Lombardije (provincie Varese). Het hoogste punt van de dalbodem ligt iets ten noorden van de stad Varese. Hier zijn de Grotte di Valganna te vinden met een mooie overhangende, 's avonds verlichte, waterval. Het zuidelijke deel van de vallei is praktisch onbewoond, maar wordt wel doorkruist door de belangrijke verbindingsweg SS233 Varese-Ponte Tresa (Zwitserland). Ten westen van het dal ligt het regionale natuurpark van de Campo dei Fiori. 
De belangrijkste plaats is Valganna dat vlak bij het meer Lago di Ganna ligt. In het dorp staat de 12de-eeuwse klooster Badia di San Gemolo. Tot de gemeente behoort ook Ghirla dat bij het voor toerisme belangrijke Lago di Ghirla ligt. Na deze twee plaatsen maakt het dal een behoorlijke val richting het Valcuvia. Vlak voor het water van de Margorabbia de dalbodem van het Valcuvia bereikt vormt deze bij het dorp Ferrera di Varese nog een mooie waterval.

## Belangrijkste plaats
- Valganna (1462 inw.)

## Hoogste bergtoppen
- Monte Piambello (1029 m)
- Monte Martica (1032 m)